# Ralph Borghard
Ralph Borghard, né le 17 avril 1944 à Rostock (Mecklembourg-Poméranie-Occidentale), est un patineur artistique allemand, triple champion est-allemand en 1963, 1964 et 1966. Il patine à partir de 1967 pour l'Allemagne de l'Ouest.

## Biographie

### Carrière sportive

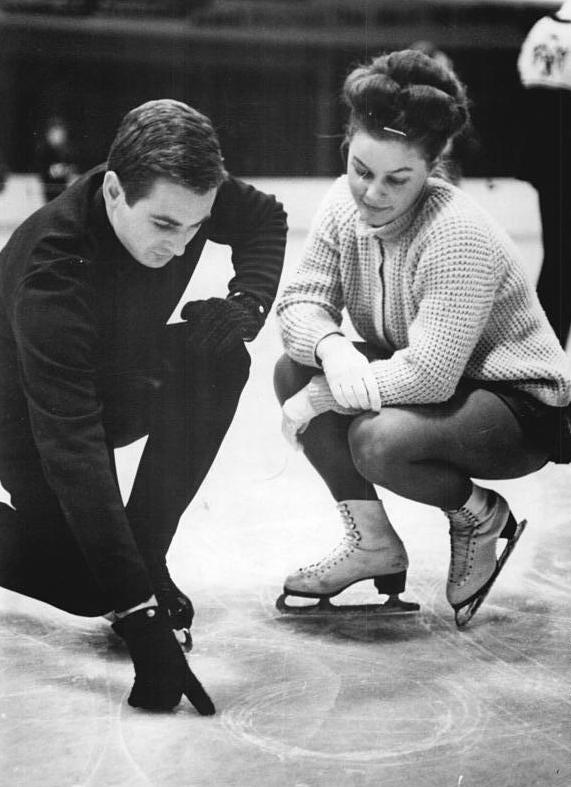
Ralph Borghard et Gabriele Seyfert lors des championnats d'Allemagne de l'Est de 1964.

Ralph Borghard est entraîné par Inge Wischnewski au sein du club de Berlin pendant la majeure partie de sa carrière (SC Dynamo Berlin). Il est triple champion d'Allemagne de l'Est en 1963, 1964 et 1966.
Il représente l'Allemagne de l'Est à trois championnats européens (1962 à Genève, 1963 à Budapest et 1966 à Bratislava), un mondial (1966 à Davos) et aux Jeux olympiques d'hiver de 1964 à Innsbruck.
Après avoir terminé la compétition des mondiaux de février 1966 à Davos, Ralph Borghard décide de ne pas retourner en Allemagne de l'Est et fait défection en Allemagne de l'Ouest. Il suit l'exemple de son compatriote Bodo Bockenauer qui a fui en 1963.
En avril 1966, il est rapporté que Ralph Borghard et sa compatriote ouest-allemande Uschi Keszler, qui concourt également en simple, ont envisagé de faire équipe pour patiner dans la catégorie des couples artistiques. Les deux ont pratiqué quelques essais ensembles mais leurs parents ont finalement rejeté l'idée.
Ralph Borghard poursuit sa carrière sportive en simple pour l'Allemagne de l'Ouest et remporte la médaille d'argent nationale de 1967, derrière Peter Krick, avant de prendre sa retraite sportive.

### Reconversion
Ralph Borghard devient dentiste à Berlin.

## Palmarès
| Compétitions principales            | 1962 | 1963 | 1964 | 1965 | 1966 | 1967 |
| Jeux olympiques d'hiver             |      |      | 11e  |      |      |      |
| Championnats du monde               |      |      |      |      | 14e  |      |
| Championnats d’Europe               | 15e  | 6e   |      |      | 6e   |      |
| Championnats d'Allemagne de l'Est   | 2e   | 1er  | 1er  | F    | 1er  |      |
| Championnats d'Allemagne de l'Ouest |      |      |      |      |      | 2e   |
| Légende : F = Forfait               |      |      |      |      |      |      |